# Musée d’Archéologie Méditerranéenne

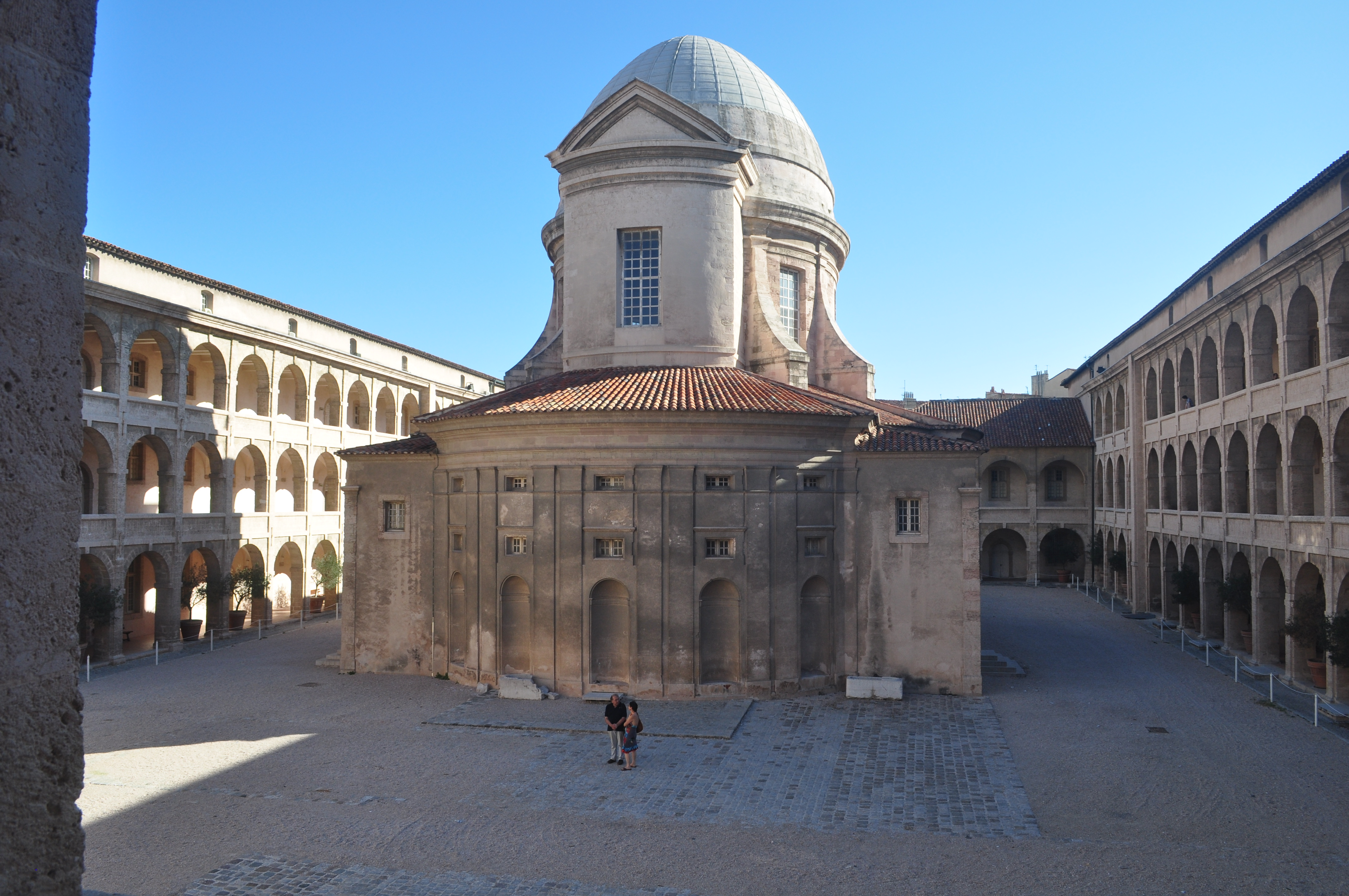
Innenhof der Vieille Charité

Das Musée d’Archéologie Méditerranéenne (deutsch: „Museum für Mittelmeer-Archäologie“) ist ein archäologisches Museum in der französischen Stadt Marseille und wurde 1995 eröffnet. Es ist auf der ersten Etage im Gebäude der Vieille Charité untergebracht und beherbergt Sammlungen zu allen mediterranen Kulturepochen der Antike.

## Sammlungen

### Ägyptische Sammlung
Die ägyptische Sammlung umfasst vor allem Kleinkunstwerke wie Amulette, Schmuck und Bronzen und gilt als die wichtigste ägyptische Sammlung in Frankreich nach dem Louvre. Die Räume, in denen die Sammlung untergebracht ist, sind ägyptischen Tempeln nachempfunden. Zu sehen sind mumifizierte Krokodile sowie ein 5,64 Meter langer Papyrus mit einem Totenorakel aus der 26. Dynastie. Die Sammlung geht auf den Arzt Antoine Barthélémy Clot (1793–1868) zurück, der während der Restauration eine Zeit lang in Ägypten arbeitete.

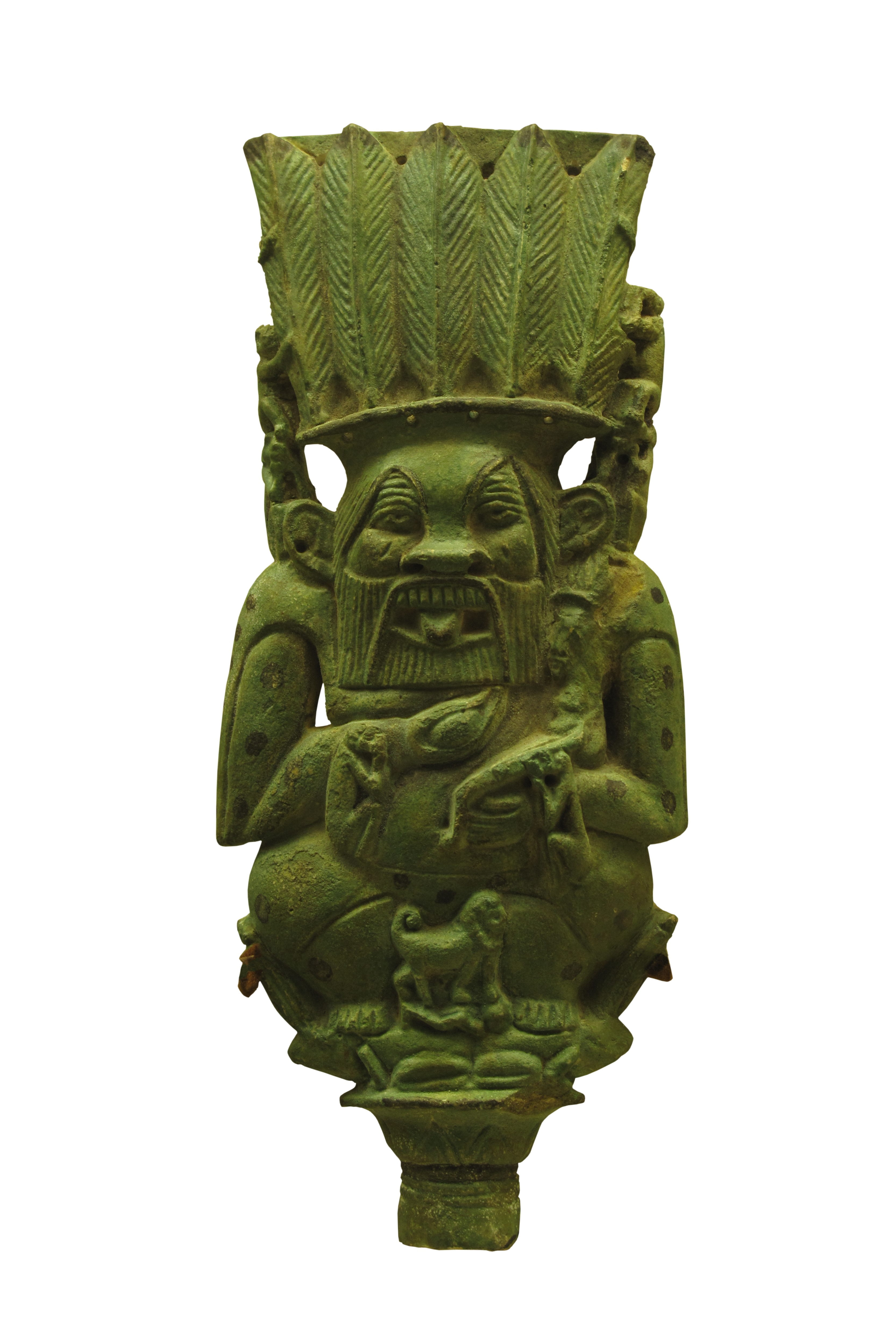
Bes-Statuette
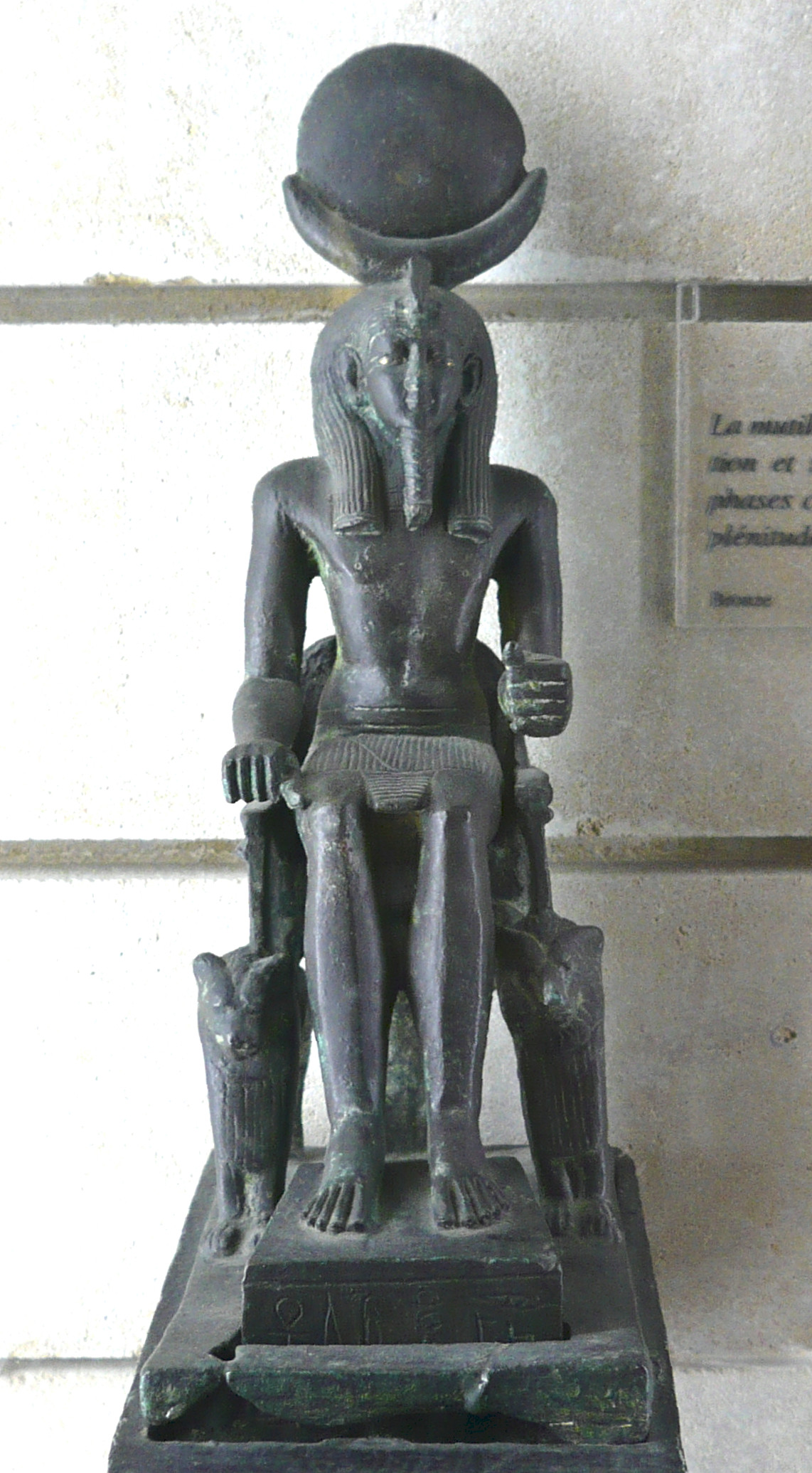
Osiris
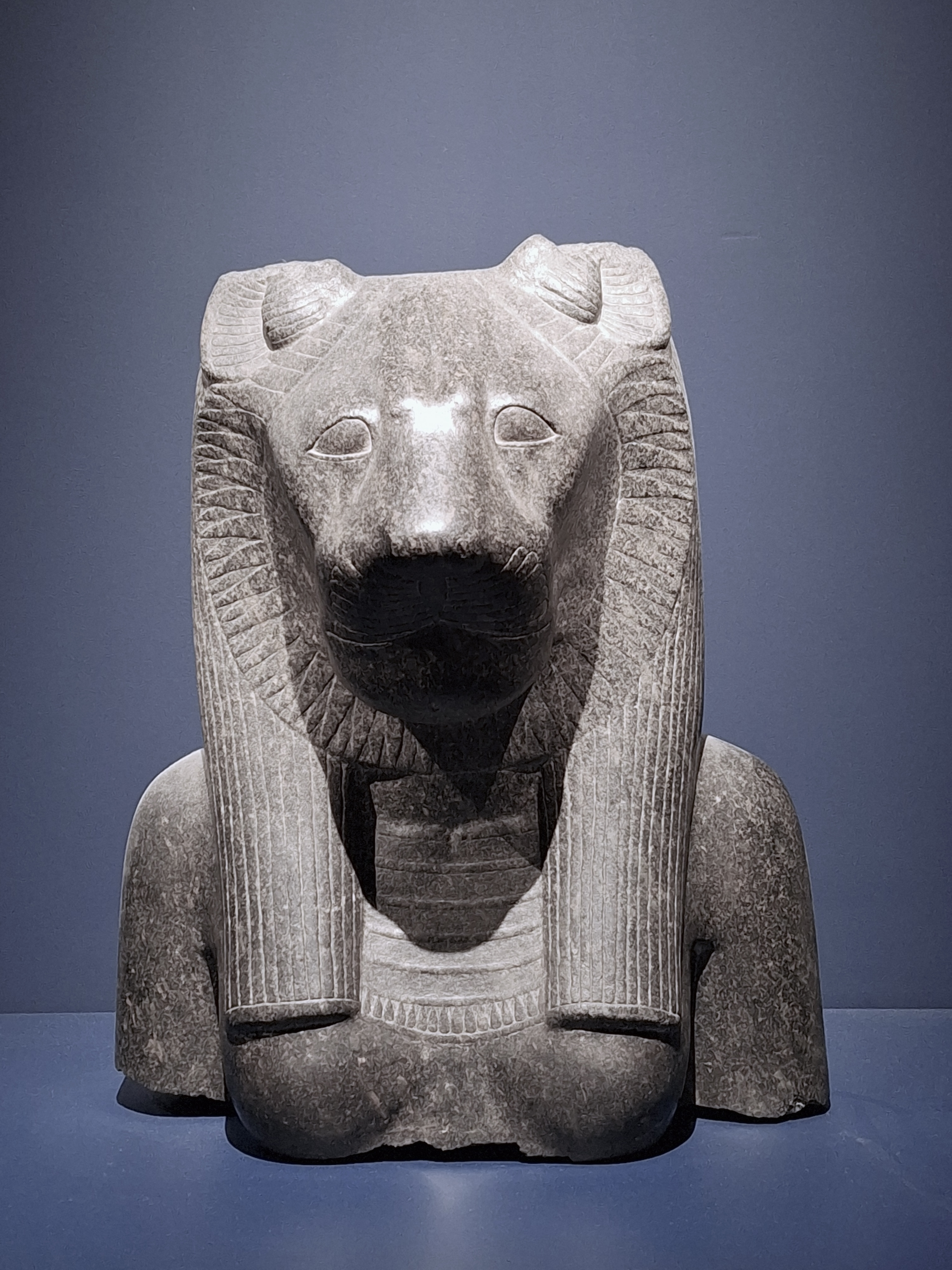
Büste der Sachmet
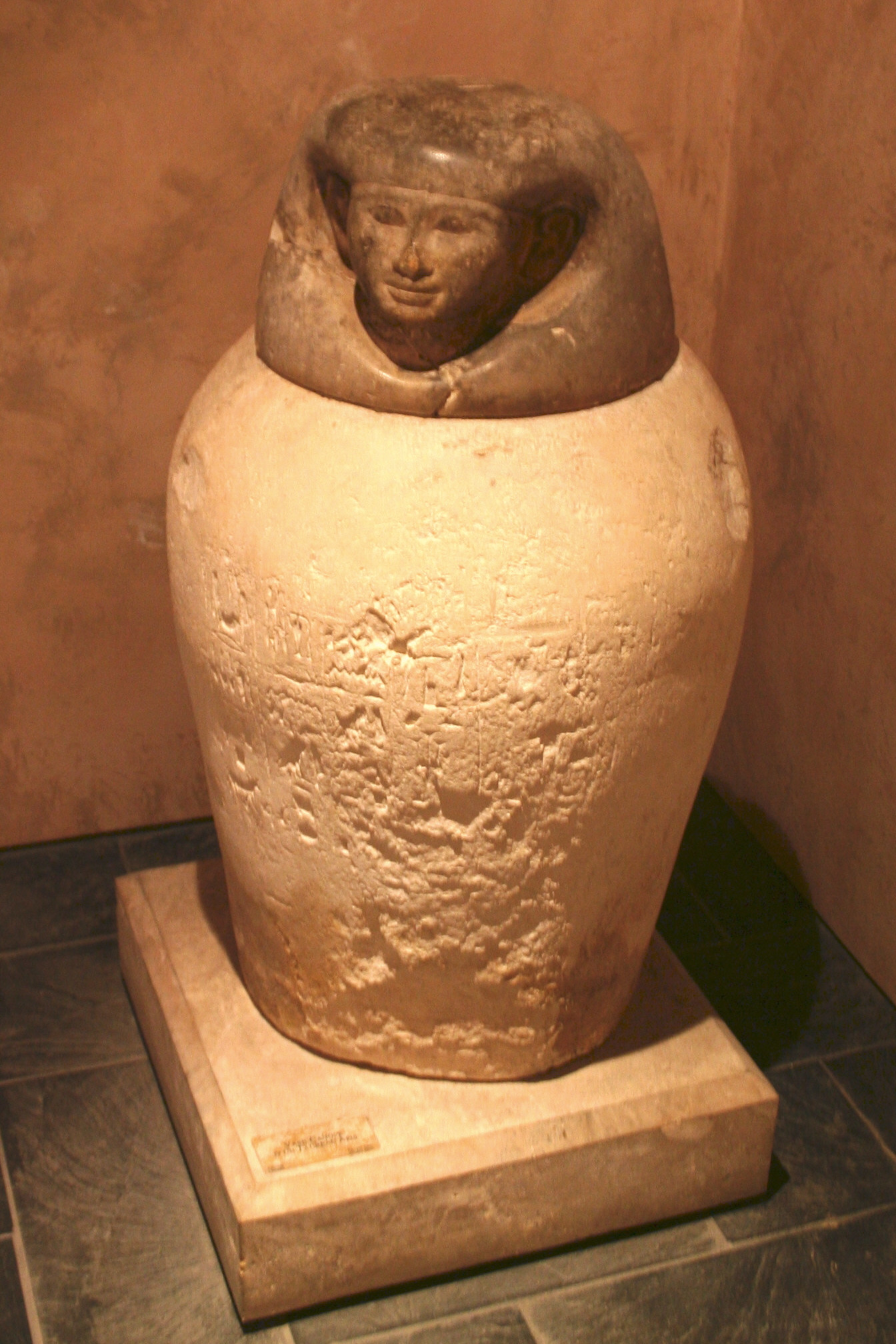
Kanopenkrug

### Klassische Antike
Im Bereich der klassischen Antike werden Exponate aus dem Nahen Osten, Etrurien und Zypern vorgestellt. Die Sammlung aus Zypern mit 185 Stücken präsentiert zweitausend Jahre Geschichte der Mittelmeerinsel. Das Antike Griechenland ist mit attischen und korinthischen Keramiken vertreten. Aus der Römerzeit sind Architekturfragmente, Münzen und Porträts zu sehen, vor allem Fundstücke die aus Marseille selbst stammen.

### Prähistorische Lokalgeschichte

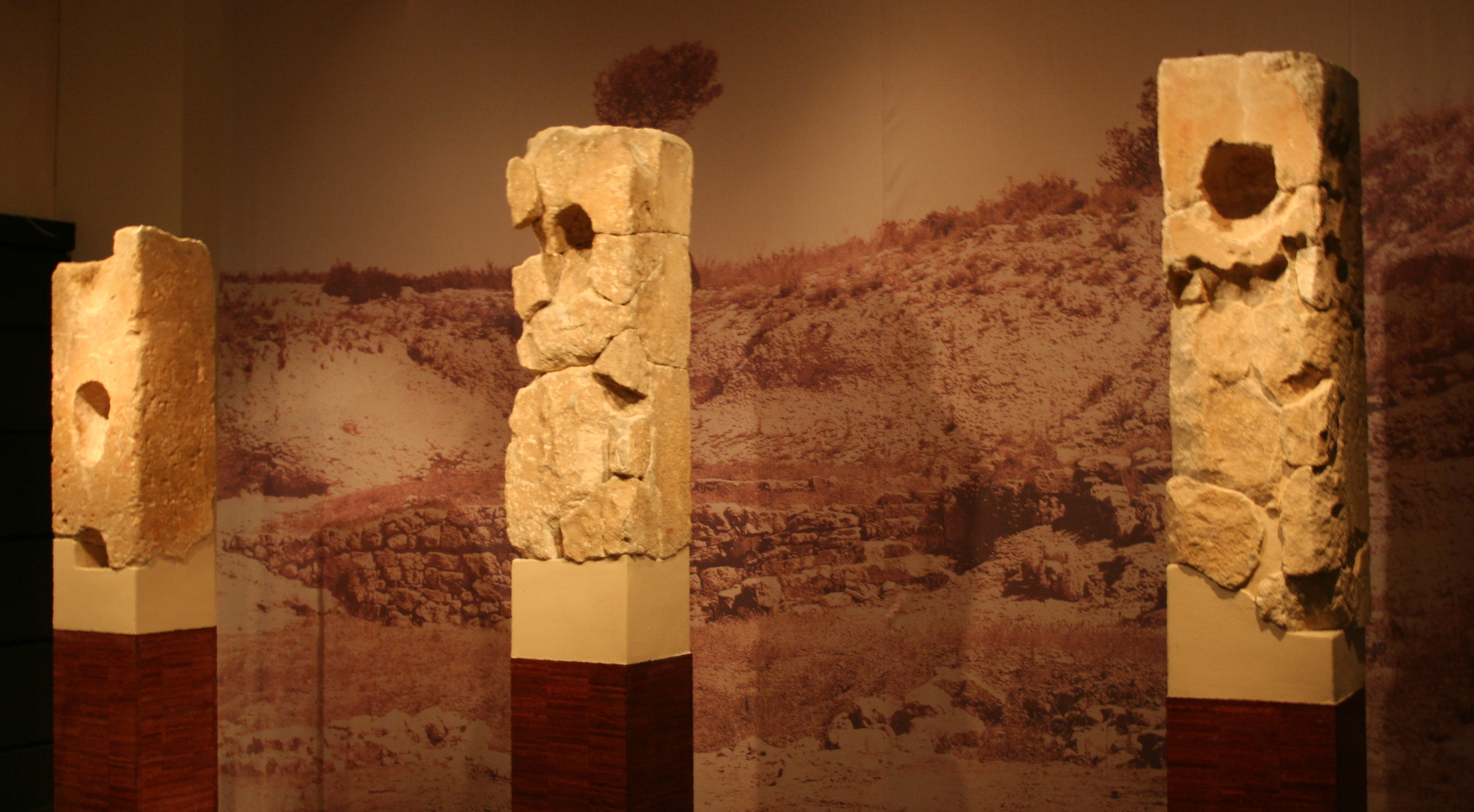
Kelto-ligurische Pfeiler mit Schädelmulden aus Roquepertuse

Die kelto-ligurischen Stücke stammen zum größten Teil aus dem Oppidum Roquepertuse und werden in einem eigenen Raum gezeigt. Pfeiler mit übereinander angeordneten ovalen Nischen zur Anbringung von Köpfen waren für den keltischen Schädelkult vorgesehen.